# 김중우
제이킴(본명: 김중우, 金中宇, 1978년 12월 18일 ~ )은 대한민국의 재즈 팝 음악가로서 2인조 프로젝트 그룹 얼바노의 멤버이며 Funk Soul 밴드 커먼그라운드의 리더이다. 제이킴이라는 이름으로 솔로앨범을 발표하여 색소포니스트로도 활동중이다. SNL코리아 음악감독을 맡고 있기도 하다.

## 생애

### 초기
1978년 12월 18일 서울특별시 강남구에서 국가정보원 감사관 출신인 아버지 故 김상덕의 1남 2녀 중 막내아들로 태어난 김중우는 1991년 압구정초등학교를, 1992년 구정중학교 2학년을 마친뒤 미국 McLean High School, Virginia (멕클린고등학교)로 전학, 1997년 Fork Union Military Academy, Virginia (포크유니온사관학교)를 차례로 졸업하였다. 그 후 1999년 한국으로 돌아와 현역병으로 입대하였고 2002년 1월 국방부 군악대를 병장 제대하였다.

### 얼바노
2000년 9월 압구정초등학교 동창이던 전영진과 함께 만든 2인조 듀엣 그룹 및 프로젝트 그룹 얼바노를 결성했다. 2002년 완성한 그들의 첫 앨범은 공식유통망을 거치지 않고 단 한번의 언론 노출 없이도 음악 매니아들의 입소문을 타고 2,000장 이상 팔리는 기염을 토했으며. 다음 팬 카페에도 3,000명을 육박하는 회원을 거느릴 정도로 그들은 이미 '숨은 스타'가 됐다.

### 커먼그라운드 및 솔로 활동
2004년 커먼그라운드라는 소울 펑크 그룹을 만들어 리더로 활동했다. 같은 해에는 한국대중음악상에 노미네이트되었다. 2004년 1집《Players》 앨범을 만들었고, 2005년 2집《Old Fashioned》와, 2009년 3집《Fat Girl》을 만들어 발표했다.

### 제이킴(Jay Kim)
2005년 6월에 1집 앨범《Tenderness》를 발표하며 솔로 활동을 본격적으로 시작하였다. 2011년11월 2집 앨범 《Perfect Experience》를 발표하여 국내 색소폰 연주 관계자들 사이에서 케니 지와 데이브 코즈의 프로듀서인 제프 로버가 연주와 엔지니어링에 참여한 것이 알려져 화제가 됐다. 미국 현지에서 완성된 이번 앨범 ‘Perfect Experience(퍼펙트 익스피리언스)’는 세계적인 색소포니스트로 유명한 Kenny G(케니 지)와 Dave Koz(데이브 코즈)의 프로듀서 Jeff Lorber(제프 로버)가 연주와 엔지니어링에 전격 참여, 국내에서 들을 수 없는 최상의 사운드와 그루브를 들려준다.
제이킴은 이번 앨범에서 자신이 원했던 연주와 사운드의 만족을 위해 과감히 거액의 제작비를 들여 Whitney Houston(휘트니 휴스턴), Michael Bolton(마이클 볼튼), Fourplay(포플레이) 등의 수 많은 명반들이 거쳐간 엔지니어 Bill Schnee(빌 슈니)와 함께 North Hollywood(노스헐리우드)에 위치한 그의 스튜디오에서 앨범 작업을 진행했다. 또 Doug Sax(더그 삭스)의 The Mastering Lab(더 마스터링 랩)에서 앨범을 마무리해 단지 좋은 음악에서 그치는 것이 아니라 사운드마저도 완벽을 추구했다.

### 참여 활동
그는 제이킴으로서의 솔로 아티스트의 모습과 커먼그라운드, 전영진과 함께한 얼바노의 그룹 활동 외에 다른 가수들의 앨범 작업에도 참가했다. 나얼의 "귀로"와 빅마마의 "여자", 자우림의 "하하하쏭" 등의 곡에 연주로 참여했으며, JK김동욱의 "너의 행복만", "우울한 편지", "자운영", 변재원의 "Lonely People" 등을 작사, 작곡, 편곡하였고 (우울한 편지, Lonely People은 편곡만)2011년 12월 미국의 대표 빅코미디쇼이자 뮤직쇼인 NBC 방송사의 Saturday Night Live를 차용한 프로그램 새터데이 나이트 라이브 코리아의 밴드 뮤직 디렉터로 발탁되었으며 현재까지 활동중이다.

## 디스코그래피
- 2002년 얼바노 1집 《URBANO》
- 2004년 얼바노 2집 《URBANO》
- 2004년 커먼그라운드 1집 《Play.ers》
- 2005년 커먼그라운드 2집 《Old Fashioned》
- 2005년 제이킴 1집 《Tenderness》
- 2005년 커먼그라운드 Digital Single Christmas Carol
- 2007년 제이킴 Digital Single S.M.O.O.V.E
- 2008년 제이킴 Digital Single Fall in Fall
- 2009년 커먼그라운드 3집 《Fat Girl》
- 2009년 커먼그라운드 Digital Single Off The Hook
- 2009년 유영석 20주년 기념앨범 《오렌지 나라의 Alice》
- 2011년 제이킴 2집 《Perfect Experience》
- 2012년 커먼그라운드 Digital Single Funkastik James
- 2013년 커먼그라운드 EP Shake it!
- 2014년 박재범 feat. 커먼그라운드 So Good